# مارين فاربانوف
مارين فاربانوف (بالبلغارية: Марин Върбанов) هو فنان بلغاري، ولد في 20 سبتمبر 1932 في أورياهوفو في بلغاريا، وتوفي في 22 أغسطس 1989 في بكين في الصين.